# Geina
Geina là một chi bướm đêm thuộc họ Pterophoridae.

## Các loài
- Geina buscki (McDunnough, 1933)
- Geina didactyla (Linnaeus, 1758)
- Geina integumentum V.O. Becker, 2006
- Geina periscelidactyla (Fitch, 1855)
- Geina sheppardi B. Landry, 1989
- Geina tenuidactyla (Fitch, 1855)